# Luganville Voetbalstadion
Het Luganville Voetbalstadion is een multifunctioneel stadion in Luganville, een stad in Vanuatu. Het stadion wordt vooral gebruikt voor voetbalwedstrijden. In het stadion is plaats voor 6.750 toeschouwers. Het stadion werd tot 2013 het Chapuisstadion genoemd. Het stadion werd tweemaal gerenoveerd, in 2010 en 2013. 
In 2016 werd dit stadion gebruikt voor het Oceanisch kampioenschap voetbal onder 20 van 2016 en voor de Vanuatu National Games 2016. In 2024 wordt er gebruik van gemaakt voor het Oceanisch kampioenschap voetbal 2024. Op dat toernooi staan de groepswedstrijden uit groep B gepland.